# (34025) Caolannbrady
2000 OX24 (asteroide 34025) é um asteroide da cintura principal. Possui uma excentricidade de 0.16440360 e uma inclinação de 5.01828º.
Este asteroide foi descoberto no dia 23 de julho de 2000 por LINEAR em Socorro.